# Palujüri
Palujüri – wieś w Estonii, w prowincji Võru, w gminie Haanja.
Na północ od wsi jest jezioro Palujüri (jezioro).